# David Dobson
Pour les articles homonymes, voir Dobson.
David C. Dobson est un mathématicien américain né le 17 novembre 1962 à Salt Lake City.

## Carrière
Dobson étudie à l'université d'État de l'Utah où il obtient son Bachelor en 1986 puis à l'université Rice, où en 1990 il obtient son doctorat. Il part à l'université du Minnesota, en 1992 en tant que Visiting Assistant Professor. En 1993 il devient professeur assistant, en 1996 professeur associé et en 2000 professeur à la Texas A&M University. Depuis 2002 il est professeur à l'université de l'Utah.
Dobson s'intéresse aux mathématiques appliquées, par exemple le design optimal des éléments et matériaux en photonique (avec des méthodes pour la théorie des bandes dans un cristal photonique et le réseau de diffraction optimal), diffusion et diffraction des ondes électromagnétiques, propriétés électroniques et optiques des matériaux avec installation de barrières efficaces pour réduction de problèmes de propagation dans les médias.

## Distinctions
En 2000 il reçoit le prix Felix-Klein. De 1997 à 1999 il est titulaire d'une bourse Sloan.

## Liens
- Site officiel
- Ressource relative à la recherche :   - Mathematics Genealogy Project